# 바인딩 오브 아이작
《바인딩 오브 아이작》(영어: The Binding of Isaac)은 인디 게임이다.

## 게임
《바인딩 오브 아이작》(The Binding of Isaac)는 2011년 9월 28일 출시된 인디게임이다.
현재 스팀에서 판매하고 있으며 가격은 5,500원이다. 제작자는 에드먼드 맥밀런(Edmund McMillen)이다. 전작으로는 수퍼 미트 보이(Super Meat Boy)가 있다. 바인딩 오브 아이작은 기존에 존재하던 젤다의 전설(The Legend of Zelda)의 던전과 자원구조에 종교적 요소를 추가하고 로그라이크(Roguelike) 게임을 섞어 출시한 게임이다.
바인딩 오브 아이작은 에드먼드 맥밀런의 게임 특성상 기괴한 일러스트를 가지고 있다. 비록 카툰 형식의 2D일러스트 이기는 하나, 제작자의 스타일 상 일러스트도 혐오감을 주는 것이 많다. 몬스터, 보스 몬스터로 시작하여 심지어 주인공 마저 게임을 플레이 하면서 아이템을 얻으면 얻을 수록 더욱 그로스테스 하고 기괴하게 바뀌어 간다.
바인딩 오브 아이작은 오리지널의 확장판인 <어린양의 분노(Wrath of the Lamb)>를 시작으로 바인딩 오브 아이작 : 리버스(The Binding of Isaac : Rebirth), 바인딩 오브 아이작 : 에프터 버스(The Binding of Isaac : Afterbirth), 바인딩 오브 아이작 : 에프터 버스 +(The Binding of Isaac : Afterbirth +), 바인딩 오브 아이작 : 리펜턴스(The Binding of Isaac : Repentance)까지 시리즈가 나와 있다. PC, Mac, PS Vita, iOS에서 플레이 할 수 있으며 PS Vita에서는 청소년 이용불가 판정을 받았다.

## 평가
| 바인딩 오브 아이작 |        |
| --- | ------ |
| 통합 점수 통합사 점수 메타크리틱 84/100 [ 1 ] 평론 점수 평론사 점수 에지 8/10 [ 2 ] 유로게이머 9/10 [ 3 ] 게임 인포머 8/10 [ 4 ] 게임스팟 8/10 [ 5 ] 게임스파이 [ 6 ] IGN 7.5/10 [ 7 ] |        |
| 통합 점수 |        |
| 통합사 | 점수   |
| 메타크리틱 | 84/100 |
| 평론 점수 |        |
| 평론사 | 점수   |
| 에지 | 8/10   |
| 유로게이머 | 9/10   |
| 게임 인포머 | 8/10   |
| 게임스팟 | 8/10   |
| 게임스파이 | [ 6 ]  |
| IGN | 7.5/10 |